# Short track agli VIII Giochi asiatici invernali - 1500 metri femminili
La specialità dei 1500 metri femminili di short track degli VIII Giochi asiatici invernali si è svolta il 20 febbraio 2017 all'Arena del Ghiaccio Makomanai nel distretto di Minami-ku a Sapporo, in Giappone. 

## Risultati
Legenda
- ADV — Avanzamento
- PEN — Penalità

### Batterie

#### Gruppo 1
| Class | Atleta                     | Tempo    | Note |
| ----- | -------------------------- | -------- | ---- |
| 1     | Guo Yihan (CHN)            | 2:41.170 | Q    |
| 2     | Deanna Lockett (AUS)       | 2:41.551 | Q    |
| 3     | Moemi Kikuchi (JPN)        | 2:41.804 | Q    |
| 4     | Madina Zhanbussinova (KAZ) | 2:44.273 |      |

#### Gruppo 2
| Class | Atleta                  | Tempo    | Note |
| ----- | ----------------------- | -------- | ---- |
| 1     | Kim Ji-yoo (KOR)        | 2:38.530 | Q    |
| 2     | Aoi Watanabe (JPN)      | 2:38.633 | Q    |
| 3     | Lin Yu-tzu (TPE)        | 2:49.161 | Q    |
| 4     | Gita Widya Yunika (INA) | No time  |      |

#### Gruppo 3
| Class | Atleta               | Tempo    | Note |
| ----- | -------------------- | -------- | ---- |
| 1     | Shim Suk-hee (KOR)   | 2:59.175 | Q    |
| 2     | Olga Tikhonova (KAZ) | 3:00.433 | Q    |
| 3     | Ashley Chin (MAS)    | 3:02.460 | Q    |
| 4     | Lu Chia-tung (TPE)   | 3:02.567 |      |
| 5     | Kathryn Magno (PHI)  | 3:16.372 |      |

#### Gruppo 4
| Class | Atleta                    | Tempo    | Note |
| ----- | ------------------------- | -------- | ---- |
| 1     | Choi Min-jeong (KOR)      | 2:42.964 | Q    |
| 2     | Kim Iong-a (KAZ)          | 2:43.069 | Q    |
| 3     | Fan Kexin (CHN)           | 2:43.267 | Q    |
| 4     | Varsha S. Puranik (IND)   | 2:55.404 |      |
| 5     | Rahmah Osya Samudra (INA) | 2:57.976 |      |

#### Gruppo 5
| Class | Atleta               | Tempo    | Note |
| ----- | -------------------- | -------- | ---- |
| 1     | Hitomi Saito (JPN)   | 2:55.596 | Q    |
| 2     | Zang Yize (CHN)      | 2:55.734 | Q    |
| 3     | Cheyenne Goh (SGP)   | 3:00.201 | Q    |
| 4     | Yang Zih-shian (TPE) | 3:07.801 |      |

### Semifinali

#### Gruppo 1
| Class | Atleta               | Tempo    | Note |
| ----- | -------------------- | -------- | ---- |
| 1     | Kim Ji-yoo (KOR)     | 2:31.707 | QA   |
| 2     | Aoi Watanabe (JPN)   | 2:32.291 | QA   |
| 3     | Fan Kexin (CHN)      | 2:32.637 | ADVA |
| 4     | Lin Yu-tzu (TPE)     | 2:37.724 | QB   |
| —     | Deanna Lockett (AUS) | PEN      |      |

#### Gruppo 2
| Class | Atleta              | Tempo    | Note |
| ----- | ------------------- | -------- | ---- |
| 1     | Shim Suk-hee (KOR)  | 2:36.964 | QA   |
| 2     | Guo Yihan (CHN)     | 2:37.089 | QA   |
| 3     | Moemi Kikuchi (JPN) | 2:37.300 | QB   |
| 4     | Kim Iong-a (KAZ)    | 2:37.320 | QB   |
| 5     | Cheyenne Goh (SGP)  | 2:53.343 |      |

#### Gruppo 3
| Class | Atleta               | Tempo    | Note |
| ----- | -------------------- | -------- | ---- |
| 1     | Choi Min-jeong (KOR) | 2:49.032 | QA   |
| 2     | Zang Yize (CHN)      | 2:49.403 | QA   |
| 3     | Hitomi Saito (JPN)   | 2:49.923 | QB   |
| 4     | Olga Tikhonova (KAZ) | 2:54.476 | QB   |
| 5     | Ashley Chin (MAS)    | 2:56.844 |      |

### Finali

#### Finale B
| Class | Atleta               | Tempo    |
| ----- | -------------------- | -------- |
| 1     | Moemi Kikuchi (JPN)  | 2:47.561 |
| 2     | Hitomi Saito (JPN)   | 2:47.674 |
| 3     | Kim Iong-a (KAZ)     | 2:47.987 |
| 4     | Olga Tikhonova (KAZ) | 2:48.191 |
| 5     | Lin Yu-tzu (TPE)     | 2:50.700 |

#### Finale A
| Class   | Atleta               | Tempo    |
| ------- | -------------------- | -------- |
| Oro     | Choi Min-jeong (KOR) | 2:29.416 |
| Argento | Shim Suk-hee (KOR)   | 2:29.569 |
| Bronzo  | Guo Yihan (CHN)      | 2:30.017 |
| 4       | Kim Ji-yoo (KOR)     | 2:30.098 |
| 5       | Fan Kexin (CHN)      | 2:30.929 |
| 6       | Aoi Watanabe (JPN)   | 2:30.956 |
| 7       | Zang Yize (CHN)      | 2:33.718 |